# Serangoon Road
Serangoon Road, es un drama australiano transmitido del 22 de septiembre del 2013 hasta el 24 de noviembre del 2013 por medio de las cadenas ABC1 y HBO Asia.
La serie se centró en la década de 1960 alrededor de Serangoon Road en Singapur.
La serie contó con la participación de los actores Geoff Morrell, Tim Draxl, Ella Scott Lynch, Socratis Otto, PJ Lane, Sophie Hensser, entre otros...

## Historia
Sangaroon Road cuenta la historia del australiano Sam Callaghan cuya infancia la pasó en los campos de entrenamiento japoneses durante la Segunda Guerra Mundial y que decidió volver para luchar en la Emergencia Malaya. Sam es un hombre profundamente marcado por las dos experiencias, cuando su vecina Patricia Cheng le pide que la ayude a mantener la agencia de detectives privados de su marido quien había sido asesinado, Sam aunque no está seguro acepta ayudarla.
Pronto Sam se ve envuelto en el mundo peligroso e impredecible de las bandas de China quienes luchan para controlar las calles, mientras que los poderes extranjeros compiten por el poder y la inteligencia encubierta, y las personas que viven en la ciudad tienen conflictos políticos y agitación racial. Sus investigaciones y su pareja Claire Simpson lo llevan al mundo privilegiado de los expatriados europeos.
Las actividades de la agencia rápidamente llevan a Sam y a Patricia a tener problemas con las partes más poderosas y despiadadas de Singapur, quienes no tienen miedo de matar a otros para poder mantener sus secretos.

## Personajes
| Actor          | Personaje           | Trabajo                              | N.º de episodios | Duración |
| -------------- | ------------------- | ------------------------------------ | ---------------- | -------- |
| Don Hany       | Sam Callaghan       | Detective                            | 10               | 2013     |
| Maeve Dermody  | Mrs. Claire Simpson | -                                    | 10               | 2013     |
| Joan Chen      | Patricia Cheng      | Dueña de "Cheng Detective Agency"    | 10               | 2013     |
| Michael Dorman | Conrad Harrison     | Agente de la CIA                     | 10               | 2013     |
| Pamelyn Chee   | Su Ling             | Empleada de "Cheng Detective Agency" | 10               | 2013     |
| Rachael Blake  | Lady Tuckworth      | -                                    | 9                | 2013     |
| Chin Han       | Kay Song            | -                                    | 6                | 2013     |

### Personajes Recurrentes
| Actor                 | Personaje               | Trabajo                                   | N.º de episodios | Duración |
| --------------------- | ----------------------- | ----------------------------------------- | ---------------- | -------- |
| Alaric Tay            | Kang                    | -                                         | 10               | 2013     |
| Zhang Wei             | Weng                    | Barbero                                   | 10               | 2013     |
| Ario Bayu             | Amran                   | Inspector de la Policía                   | 9                | 2013     |
| Tony Martin           | Bruce "Macca" MacDonald | Periodista                                | 8                | 2013     |
| Shane Briant          | Lawrence Miller         | Mayor & Oficial de Inteligencia Militar   | 8                | 2013     |
| Jeremy Lindsay Taylor | Frank Simpson           | Empresario                                | 7                | 2013     |
| Wendy Toh             | Joo Ee                  | -                                         | 7                | 2013     |
| Aizuddiin Nasser      | Tommy                   | -                                         | 7                | 2013     |
| Beatrice Chien        | -                       | Adivina                                   | 6                | 2013     |
| Ted Maynard           | Bill "Wild Bill" Thomas | Jefe de la Estación de la CIA en Singapur | 5                | 2013     |
| Kay Tong Lim          | Tiger General           | -                                         | 4                | 2013     |
| Melody Chen           | Mei Ling                | -                                         | 4                | 2013     |
| Nicholas Bell         | Maxwell Black           | -                                         | 3                | 2013     |
| Edmund Chen           | James Lim               | Empresario                                | 3                | 2013     |
| Jason Chong           | Lim Chee Kit            | -                                         | 2                | 2013     |

## Episodios
La serie estuvo conformada por diez episodios.

## Premios y nominaciones
| Año  | Categoría                                    | Premio             | Nominados (as)                         | Resultado |
| ---- | -------------------------------------------- | ------------------ | -------------------------------------- | --------- |
| 2014 | Best Music for a Television Series or Serial | Screen Music Award | Cezary Skubiszewski & Jan Skubiszewski | Ganaron   |
| 2014 | Best Television Drama Series                 | AACTA Award        | Paul Barron & Nick North               | Nominados |

## Producción
Fue creada por Paul Barron y Peter Andrikidis, y dirigida por Tony Tilse.
La serie fue una colaboración entre las cadenas ABC y HBO Asia.